# POP3
POP3 (англ. Post Office Protocol Version 3 — протокол почтового отделения, версия 3) — стандартный интернет-протокол прикладного уровня, используемый клиентами электронной почты для получения почты с удалённого сервера по TCP-соединению.
POP и IMAP (Internet Message Access Protocol) — наиболее распространённые интернет-протоколы для извлечения почты. Практически все современные клиенты и серверы электронной почты поддерживают оба стандарта. Протокол POP был разработан в нескольких версиях, нынешним стандартом является третья версия (POP3). Большинство поставщиков услуг электронной почты (такие как Hotmail, Gmail и Yahoo! Mail) также поддерживает IMAP и POP3. Предыдущие версии протокола (POP, POP2) устарели.
Альтернативным протоколом для сбора сообщений с почтового сервера является IMAP.

## Общие сведения
POP поддерживает простые требования «загрузи-и-удали» для доступа к электронным почтовым ящикам. Хотя большая часть POP-клиентов предоставляет возможность оставить почту на сервере после загрузки, использующие POP клиенты обычно соединяются, извлекают все письма, сохраняют их на пользовательском компьютере как новые сообщения, удаляют их с сервера, после чего разъединяются.
Другие протоколы, в частности IMAP, предоставляют более полный и комплексный удалённый доступ к типичным операциям с почтовым ящиком. Многие клиенты электронной почты поддерживают как POP, так и IMAP; однако, гораздо меньше интернет-провайдеров поддерживают IMAP.
POP3-сервер прослушивает общеизвестный порт 110. Шифрование связи для POP3 запрашивается после запуска протокола с помощью либо команды STLS (если она поддерживается), либо POP3S, которая соединяется с сервером, используя TLS или SSL по TCP-порту 995.
Доступные сообщения клиента фиксируются при открытии почтового ящика POP-сессией и определяются количеством сообщений для сессии или, по желанию, с помощью уникального идентификатора, присваиваемого сообщению POP-сервером. Этот уникальный идентификатор является постоянным и уникальным для почтового ящика и позволяет клиенту получить доступ к одному и тому же сообщению в разных POP-сессиях. Почта извлекается и помечается для удаления с помощью номера сообщения. При выходе клиента из сессии помеченные сообщения удаляются из почтового ящика.

## История
POP (POP1) определён в RFC 918 (1984), POP2 в RFC 937 (1985). Первоначальная спецификация POP3 была представлена в RFC 1081 (1988). Нынешняя же описана в RFC 1939, обновлена механизмом расширения (RFC 2449) и механизмом аутентификации (RFC 1734).
Версии POP2 был назначен порт 109.
Изначальная спецификация POP3 поддерживала только незашифрованный механизм входа в систему USER/PASS или управление доступом .rhosts. На данный момент POP3 поддерживает различные методы аутентификации для предоставления разных уровней защиты от незаконного доступа к пользовательской почте. Большинство из них предоставлено механизмами расширения POP3. Клиенты POP3 поддерживают методы SASL через расширение AUTH. В рамках проекта Массачусетского технологического института «Афина» также был введён метод на основе Кербероса.
RFC 1460 ввёл APOP в основной протокол. APOP — протокол вида «запрос/ответ», использующий функцию хеширования MD5. Среди клиентов, реализующих APOP, можно выделить Mozilla Thunderbird, Opera Mail, Eudora, Windows Live Mail, PowerMail, Apple Mail, и т. д.
Было высказано неофициальное предложение для спецификации «POP4» с рабочей реализацией сервера. Это предложение добавило основные функции управления папками, поддержку составных сообщений, а также управление флагами сообщений. Однако, никакого прогресса «POP4» не наблюдается с 2003 г.

## Расширения
Механизм расширений был предложен в RFC 2449 для размещения новых расширений, а также организованного объявления о поддержке опциональных команд, таких как TOP и UIDL. RFC не намеревались поощрять расширения и подтвердили, что роль POP3 заключается в предоставлении простой поддержки в основном для требования «загрузи-и-удали».
Расширения выводятся списком командой CAPA. За исключением APOP, все опциональные команды были включены в изначальный набор возможностей. Как и в стандарте ESMTP (RFC 5321), возможности, начинающиеся с "X", являются локальными.

### STARTTLS
Расширение STARTTLS позволяет использовать TLS (Transport Layer Security) или SSL (Secure Sockets Layer) для связи с помощью команды STLS, по стандартному POP3-порту. Некоторые клиенты и серверы используют метод альтернативного порта, работающий с TCP-портом 995 (POP3S).

### SDPS
Британский провайдер Demon Internet ввёл расширение POP3, позволяющее иметь несколько учётных записей для каждого домена и ставшее известным как SDPS (Standard Dial-up POP3 Service). Для доступа к каждой учётной записи имя пользователя включает в себя имя хоста, например, john@hostname или john+hostname.
Google Apps используют тот же метод.

## Сравнение с IMAP
Клиенты, которые оставляют почту на серверах, обыкновенно используют команду UIDL для получения текущего соответствия между количеством сообщений и сообщением, определяемым его уникальным идентификатором. Идентификатор произволен и может повторяться, если на ящике есть идентичные сообщения. Напротив, IMAP использует 32-битный уникальный идентификатор (UID), присваиваемый сообщениям по возрастанию (но не обязательно подряд) по мере их получения. При извлечении новых сообщений IMAP-клиенты запрашивают UID больший, чем наивысшее значение UID среди всех ранее извлечённых сообщений, в то время как POP-клиент должен выбирать из всей карты UIDL. Для больших почтовых ящиков это может потребовать значительной обработки.
MIME служит в качестве стандарта для вложений и не-ASCII текста в электронных сообщениях. Хотя ни POP3, ни SMTP не требуют MIME-отформатированного сообщения, по существу, все не-ASCII сообщения идут в формате MIME, поэтому POP-клиенты должны также «понимать» и использовать MIME. IMAP, по определению, принимает MIME-форматированные сообщения.

## Состояния сеанса
В протоколе POP3 предусмотрено 3 состояния сеанса:
АвторизацияКлиент проходит процедуру Аутентификации.
ТранзакцияКлиент получает информацию о состоянии почтового ящика, принимает и удаляет почту.
ОбновлениеСервер удаляет выбранные письма и закрывает соединение.

## Команды протокола
| Имя  | Аргументы                      | Ограничения                                            | Возможные ответы                                                                       |
| ---- | ------------------------------ | ------------------------------------------------------ | -------------------------------------------------------------------------------------- |
| APOP | [имя] [digest]                 | Её поддержка не является обязательной                  | * +OK maildrop has n message * -ERR password supplied for [имя] is incorrect           |
| USER | [имя]                          | —                                                      | * +OK name is a valid mailbox * -ERR never heard of mailbox name                       |
| PASS | [пароль]                       | Работает после успешной передачи имени почтового ящика | * +OK maildrop locked and ready * -ERR invalid password * -ERR unable to lock maildrop |
| DELE | [сообщение]                    | Доступна после успешной аутентификации                 | * +OK message deleted * -ERR no such message                                           |
| LIST | [сообщение]                    | Доступна после успешной аутентификации                 | * +OK scan listing follows * -ERR no such message                                      |
| NOOP | —                              | Доступна после успешной аутентификации                 | +OK                                                                                    |
| RETR | [сообщение]                    | Доступна после успешной аутентификации                 | * +OK message follows * -ERR no such message                                           |
| RSET | —                              | Доступна после успешной аутентификации                 | +OK                                                                                    |
| STAT | —                              | Доступна после успешной аутентификации                 | +OK a b                                                                                |
| TOP  | [сообщение] [количество строк] | Доступна после успешной аутентификации                 | * +OK n octets * -ERR no such message                                                  |
| QUIT | —                              | —                                                      | +OK                                                                                    |

### APOP
Команда служит для передачи серверу имени пользователя и хэша пароля (digest).

[имя] — строка, указывающая имя почтового ящика.
[digest] — хеш-сумма временной метки, конкатенированной с паролем пользователя, вычисленная по алгоритму MD5. В случае поддержки этой команды временная метка получается при соединении с сервером.

### USER
Передаёт серверу имя пользователя.

[имя] — строка, указывающая имя почтового ящика.

### PASS
Передаёт серверу пароль почтового ящика.

[пароль] — пароль для почтового ящика.

### DELE
Сервер помечает указанное сообщение для удаления. Сообщения, помеченные на удаление, реально удаляются только после закрытия транзакции (закрытие транзакций происходит обычно после посыла команды QUIT, кроме этого, например, на серверах закрытие транзакций может происходить по истечении определённого времени, установленного сервером).

[сообщение] — номер сообщения.

### LIST
Если был передан аргумент, то сервер выдаёт информацию об указанном сообщении. Если аргумент не был передан, то сервер выдаёт информацию обо всех сообщениях, находящихся в почтовом ящике. Сообщения, помеченные для удаления, не перечисляются.

[сообщение] — номер сообщения (необязательный аргумент).

### NOOP
Сервер ничего не делает, всегда отвечает положительно.

### RETR сообщение
Сервер передаёт сообщение с указанным номером.

[сообщение] — номер сообщения.

### RSET
Этой командой производится откат транзакций внутри сессии. Например, если пользователь случайно пометил на удаление какие-либо сообщения, он может убрать эти пометки, отправив эту команду.

### STAT
Сервер возвращает количество сообщений в почтовом ящике и размер почтового ящика в октетах. Сообщения, помеченные как удалённые, при этом не учитываются.

### TOP
Сервер возвращает заголовки указанного сообщения, пустую строку и указанное количество первых строк тела сообщения.

[сообщение] — номер сообщения.
[количество строк] — сколько строк нужно вывести.

## Пример сессии
Это пример сессии с поддержкой зашифрованных паролей (APOP, RFC 1939):
```
S: <Сервер ожидает входящие соединения на порту 110>

C: <подключается к серверу>

S:    +OK POP3 server ready <1896.697170952@dbc.example.com>

C:    APOP mrose c4c9334bac560ecc979e58001b3e22fb

S:    +OK mrose's maildrop has 2 messages (320 octets)

C:    STAT

S:    +OK 2 320

C:    LIST

S:    +OK 2 messages (320 octets)

S:    1 120

S:    2 200

S:   .

C:    RETR 1

S:    +OK 120 octets

S:    <сервер передаёт сообщение 1>

S:   .

C:    DELE 1

S:    +OK message 1 deleted

C:    RETR 2

S:    +OK 200 octets

S:    <сервер передаёт сообщение 2>

S:   .

C:    DELE 2

S:    +OK message 2 deleted

C:    QUIT

S:    +OK dewey POP3 server signing off (maildrop empty)

C:  <закрывает соединение>

S:  <продолжает ждать входящие соединения>
```

Вариант начала сессии, при котором пароль передается открытым текстом:
```
C:    USER mrose

S     +OK User accepted

C:    PASS mrosepassword

S     +OK Pass accepted
```